# فهرست میراث فرهنگی ناملموس در کرواسی
فهرست میراث ناملموس در کرواسی شامل ۲۲ میراث ناملموس است.
گنجاندن عناصر جدید میراث در فهرست‌های میراث فرهنگی ناملموس توسط کمیته بین‌دولتی برای حفاظت از میراث فرهنگی ناملموس تعیین می‌شود که توسط کنوانسیون تأسیس شده است. این میراث شامل دانش، مهارت‌ها، سنت‌ها، آیین‌ها، زبان‌ها، موسیقی، رقص، هنرهای نمایشی، غذاهای سنتی و دیگر جلوه‌های زنده فرهنگ است. هدف از حفاظت این میراث، حفظ تنوع فرهنگی و هویت‌های بومی در برابر تغییرات جهانی است.
کرواسی این کنوانسیون را در ۲۸ ژوئیه ۲۰۰۵ تصویب کرد.

## فهرست
| نام | تصویر | سال  | شماره | توضیحات |
| --- | ----- | ---- | ----- | --- |
| آواز و نواختن دو بخشی در مقیاس ایستریا                                                                                                   |       | ۲۰۰۹ | 00231 | آواز و نواختن دو بخشی در مقیاس ایستریا یک سنت آوازخوانی است که مختص منطقه ایستریا و نواحی سواحل شمالی دریای آدریاتیک و جزایر آن می‌باشد.                              |
| جشن روز سنت بلیز، حامی دوبروونیک |       | ۲۰۰۹ | 00232 | جشن روز سنت بلیز یک جشن است که از تاریخ ۹۷۲ میلادی به‌طور مداوم در دوبروونیک برگزار می‌شود.                                                                            |
| ساخت اسباب‌بازی‌های چوبی سنتی کودکان در هرواتسکو زاگورجه                                                                                   |       | ۲۰۰۹ | 00233 | اسباب‌بازی‌های چوبی سنتی کودکان ساخته‌شده در منطقه زاگوریه کرواسی. |
| مراسم بهاری Ljelje/Kraljice (ملکه‌ها) از گورژانی                                                                                          |       | ۲۰۰۹ | 00235 | مراسم ملکه‌ها یک آیین بهاری سالانه است که در روستای گورژانی انجام می‌شود.                                                                                              |
| مراسم Za križen ('پیروی از صلیب') در جزیره خوار                                                                                          |       | ۲۰۰۹ | 00242 | Za križen – پیروی از صلیب – یک مراسم شبانه دسته‌روی است که هر ساله در جزیره خوار در پنجشنبه فرمان برگزار می‌شود.                                                       |
| مراسم سالانه زنگ‌زن‌ها از منطقه کاستاو |       | ۲۰۰۹ | 00243 | زنگ‌زن‌ها یک رسم فولکلور است که در منطقه کاستاو حفظ شده است. |
| ساخت دانتار در کرواسی |       | ۲۰۰۹ | 00245 | ساخت دانتار در شهرهای پاگ (شهر) (لکه پاگ)، لپگلاوا (Lepoglava lace)، و خوار (شهر) (دانتار خوار).                                                                     |
| ساخت نان زنجبیلی از شمال کرواسی |       | ۲۰۱۰ | 00356 | Licitars بیسکوییت‌های رنگارنگی هستند که از خمیر عسل شیرین ساخته می‌شوند. آنها معمولاً اشتباهاً به‌عنوان نان زنجبیلی نامیده می‌شوند، در حالی که در واقع حاوی زنجبیل نیستند. |
| Sinjska alka، مسابقه شوالیه‌ها در سینج |       | ۲۰۱۰ | 00357 | Sinjska alka یک رقابت اسب‌سواری است که هر ساله در اولین یکشنبه ماه اوت در سینی، کرواسی برگزار می‌شود.                                                                  |
| Bećarac آواز و نواختن از شرق کرواسی |       | ۲۰۱۱ | 00358 | Bećarac یک فرم شوخ‌طبعانه از موسیقی فولک معاصر ترانه است که اصالتاً از روستاهای اسلاونیا می‌آید.                                                                        |
| Nijemo kolo، رقص دایره‌ای بی‌صدا از پشت‌جبل دالماتیا                                                                                        |       | ۲۰۱۱ | 00359 | Nijemo kolo یک رقص بی‌صدا است که اصالتاً از پشت‌جبل دالماتیا آمده است.                                                                                                  |
| کلاپا آواز چندبخشی دالماسی، جنوب کرواسی                                                                                                  |       | ۲۰۱۲ | 00746 | موسیقی کلاپا یک فرم آواز سنتی آکاپلا است که اصالتاً در دالماسی به‌وجود آمده است.                                                                                       |
| آشپزی مدیترانه‌ای + |       | ۲۰۱۳ | 00884 | رژیم غذایی مدیترانه‌ای شامل غذاهای سنتی و روش‌های تهیه آن است که توسط مردم حوزه مدیترانه استفاده می‌شود.                                                                |
| هنر خشکه‌چین، دانش و تکنیک‌ها + |       | ۲۰۱۸ | 02106 | خشکه‌چین یک روش ساخت است که در آن سازه‌ها از سنگ بدون استفاده از ملات ساخته می‌شوند.                                                                                    |
| Međimurska popevka، ترانه فولکلور از مجیموریه                                                                                            |       | ۲۰۱۸ | 01396 | Međimurska popevka یک ترانه فولکلور است که از شهرستان مجیموریه آمده است.                                                                                             |
| بازداری، میراث زنده بشری + |       | ۲۰۲۱ | 01708 | شکار با شاهین به عنوان روشی برای شکار با پرندگان شکاری به‌وجود آمده است و در طول زمان به بخشی از میراث فرهنگی مردم تبدیل شده است.                                     |
| Lipizzan سنت‌های پرورش اسب + |       | ۲۰۲۲ | 01687 | |
| جشن روز سنت تریفون و کولو (رقص) (رقص زنجیره‌ای) سنت تریفون، سنت‌ها از کروات‌های بوکا کاتورسکا (خلیج کاتور) که در جمهوری کرواسی زندگی می‌کنند |       | ۲۰۲۲ | 01891 | |
| رمه‌گردانی، کوچ فصلی دام‌ها + |       | ۲۰۲۳ | 01964 | رمه‌گردانی یک نوع دامداری یا کوچ‌نشینی است که در آن دام‌ها فصلی میان مراتع تابستانی و زمستانی جابه‌جا می‌شوند.                                                            |

### حفاظت فوری
| نام            | سال  | شماره | توضیحات                                      |
| -------------- | ---- | ----- | -------------------------------------------- |
| Ojkanje خواندن | ۲۰۱۰ | 00320 | اویکانژه یک سنت خواندن فولکلور چندصدایی است. |

## یادداشت
1. ↑  مشترک با قبرس، یونان، ایتالیا، مراکش، پرتغال و اسپانیا.
2. ↑  مشترک با قبرس، فرانسه، یونان، ایتالیا، اسلوونی، اسپانیا، سوئیس، آندورا، اتریش، بلژیک، ایرلند، لوکزامبورگ.
3. ↑  مشترک با اتریش، بلژیک، جمهوری چک، فرانسه، آلمان، مجارستان، ایرلند، ایتالیا، قزاقستان، کره جنوبی، قرقیزستان، مغولستان، مراکش، هلند، پاکستان، لهستان، پرتغال، قطر، عربستان سعودی، اسلواکی، اسپانیا، سوریه و امارات متحده عربی.
4. ↑  مشترک با اتریش، بوسنی و هرزگوین، مجارستان، ایتالیا، رومانی، اسلواکی و اسلوونی.
5. ↑  مشترک با آلبانی، آندورا، اتریش، فرانسه، یونان، ایتالیا، لوکزامبورگ، رومانی و اسپانیا.